# Guarabira (gemeente)
Guarabira is een gemeente in de Braziliaanse deelstaat Paraíba. De gemeente telt 58.881 inwoners (schatting 2017).

## Aangrenzende gemeenten
De gemeente grenst aan Alagoinha, Araçagi, Cuitegi, Mulungu, Pilõezinhos en Pirpirituba.